# Kōzushima, Tokyo
Kōzushima (神津島村 Kōzushima-mura) là làng thuộc phó tỉnh Ōshima, thủ đô Tokyo, Nhật Bản. Tính đến ngày 1 tháng 10 năm 2020, dân số ước tính của làng là 1.855 người và mật độ dân số là 100 người/km2. Tổng diện tích ngôi làng là 18,58 km2.

## Địa lý

### Đô thị lân cận
- Tokyo
  - Niijima, Tokyo
  - Mikurajima, Tokyo

### Khí hậu
| Dữ liệu khí hậu của Kōzu-shima           | Dữ liệu khí hậu của Kōzu-shima | Dữ liệu khí hậu của Kōzu-shima | Dữ liệu khí hậu của Kōzu-shima | Dữ liệu khí hậu của Kōzu-shima | Dữ liệu khí hậu của Kōzu-shima | Dữ liệu khí hậu của Kōzu-shima | Dữ liệu khí hậu của Kōzu-shima | Dữ liệu khí hậu của Kōzu-shima | Dữ liệu khí hậu của Kōzu-shima | Dữ liệu khí hậu của Kōzu-shima | Dữ liệu khí hậu của Kōzu-shima | Dữ liệu khí hậu của Kōzu-shima | Dữ liệu khí hậu của Kōzu-shima |
| Tháng                                    | 1                              | 2                              | 3                              | 4                              | 5                              | 6                              | 7                              | 8                              | 9                              | 10                             | 11                             | 12                             | Năm                            |
| ---------------------------------------- | ------------------------------ | ------------------------------ | ------------------------------ | ------------------------------ | ------------------------------ | ------------------------------ | ------------------------------ | ------------------------------ | ------------------------------ | ------------------------------ | ------------------------------ | ------------------------------ | ------------------------------ |
| Cao kỉ lục °C (°F)                       | 18.1 (64.6)                    | 19.3 (66.7)                    | 20.8 (69.4)                    | 23.2 (73.8)                    | 25.6 (78.1)                    | 28.5 (83.3)                    | 33.7 (92.7)                    | 31.8 (89.2)                    | 31.0 (87.8)                    | 28.7 (83.7)                    | 24.1 (75.4)                    | 22.7 (72.9)                    | 33.7 (92.7)                    |
| Trung bình ngày tối đa °C (°F)           | 10.6 (51.1)                    | 11.4 (52.5)                    | 13.9 (57.0)                    | 17.4 (63.3)                    | 20.9 (69.6)                    | 23.3 (73.9)                    | 26.8 (80.2)                    | 28.6 (83.5)                    | 26.3 (79.3)                    | 22.1 (71.8)                    | 18.2 (64.8)                    | 13.4 (56.1)                    | 19.4 (66.9)                    |
| Trung bình ngày °C (°F)                  | 8.5 (47.3)                     | 9.1 (48.4)                     | 11.4 (52.5)                    | 15.0 (59.0)                    | 18.6 (65.5)                    | 21.2 (70.2)                    | 24.6 (76.3)                    | 26.3 (79.3)                    | 24.1 (75.4)                    | 20.0 (68.0)                    | 16.1 (61.0)                    | 11.2 (52.2)                    | 17.2 (62.9)                    |
| Tối thiểu trung bình ngày °C (°F)        | 6.3 (43.3)                     | 6.6 (43.9)                     | 8.7 (47.7)                     | 12.6 (54.7)                    | 16.4 (61.5)                    | 19.5 (67.1)                    | 23.0 (73.4)                    | 24.5 (76.1)                    | 22.2 (72.0)                    | 18.1 (64.6)                    | 13.9 (57.0)                    | 9.0 (48.2)                     | 15.1 (59.1)                    |
| Thấp kỉ lục °C (°F)                      | −0.8 (30.6)                    | −0.6 (30.9)                    | 1.2 (34.2)                     | 2.2 (36.0)                     | 9.8 (49.6)                     | 14.0 (57.2)                    | 17.9 (64.2)                    | 18.7 (65.7)                    | 15.3 (59.5)                    | 11.9 (53.4)                    | 5.0 (41.0)                     | 1.0 (33.8)                     | −0.8 (30.6)                    |
| Lượng Giáng thủy trung bình mm (inches)  | 98.5 (3.88)                    | 128.0 (5.04)                   | 198.8 (7.83)                   | 170.5 (6.71)                   | 183.4 (7.22)                   | 262.8 (10.35)                  | 189.4 (7.46)                   | 197.1 (7.76)                   | 208.1 (8.19)                   | 334.0 (13.15)                  | 174.4 (6.87)                   | 126.3 (4.97)                   | 2.271,3 (89.42)                |
| Số ngày giáng thủy trung bình (≥ 1.0 mm) | 8.1                            | 9.6                            | 12.1                           | 10.6                           | 10.1                           | 13.3                           | 9.4                            | 8.2                            | 11.8                           | 12.4                           | 10.9                           | 8.9                            | 125.4                          |
| Nguồn: Cục Khí tượng Nhật Bản            |                                |                                |                                |                                |                                |                                |                                |                                |                                |                                |                                |                                |                                |